# Giro de Lombardía 1927
El Giro de Lombardía 1927 fue la 23.ª edición del Giro de Lombardía. Esta carrera ciclista organizada por La Gazzetta dello Sport se disputó el 30 de octubre de 1927 con salida y llegada a Milán después de un recorrido de 252 km.
El ganador por tercera año consecutivo fue Alfredo Binda (Legnano-Pirelli) que se impuso ante sus compatriotas Alfonso Piccin (Christophe-Hutchinson) y Antonio Negrini (Wolsit-Pirelli).
Binda es el primer corredor en la historia que gana tres ediciones consecutivas del Giro de Lombardía.

## Clasificación general
| Posición | Ciclista            | Equipo                | Tiempo     |
| -------- | ------------------- | --------------------- | ---------- |
| 1        | Alfredo Binda       | Legnano-Pirelli       | 8h 57' 27" |
| 2        | Alfonso Piccin      | Christophe-Hutchinson | + 4' 11"   |
| 3        | Antonio Negrini     | Wolsit-Pirelli        | m. t.      |
| 4        | Giuseppe Pancera    | Berrettini-Hutchinson | + 4' 12"   |
| 5        | Luigi Giacobbe      | Wolsit-Pirelli        | m. t.      |
| 6        | Albert Blattmann    | Diamant               | + 4' 13"   |
| 7        | Giovanni Brunero    | Legnano-Pirelli       | + 5' 57"   |
| 8        | Alessandro Catalani | Wolsit-Pirelli        | + 6' 21"   |
| 9        | Michele Mara        | Individual            | + 8' 18"   |
| 10       | Battista Visconti   | Individual            | + 13' 58"  |